# Ilustração Luso-Brasileira

A Ilustração Luso-Brasileira resultou da iniciativa de António José Fernandes Lopes (também editor do jornal O Panorama) e publicou-se durante 3 anos: 1856, 1858 e 1859, sendo um dos seus objetivos, captar e revelar a intelectualidade e o público brasileiro. Foi uma publicação semanal, saiu todos os sábados, contendo oito páginas de três colunas por número. No seu conteúdo, abrangia o setor noticioso, onde as referências à atualidade ganham destaque, bem como literário, com crónicas, poesias, contos, romances, peças de teatro, relatos de viagens, etc. De salientar as  ilustrações  de monumentos e figuras históricas, sobretudo no último ano de publicação, que fazem jus ao seu título de "Ilustração". Considerada mais um testemunho de imprensa romântica ilustrada, conta com assinaturas de um leque significativo de notáveis das letras, a saber: Luiz Augusto Rebello da Silva, Alexandre Herculano, Oliveira Marreca, António  Serpa, António Pedro Lopes Mendonça, Ernesto Biester, Francisco Gomes de Amorim, Francisco Maria Bordallo,  Latino Coelho, Mendes Leal, José de Torres, Luís Augusto Palmeirim, Bulhão Pato, Rodrigo Paganino,  José de Lacerda, Inácio de Vilhena Barbosa, J. J. Mendes Cavaleiro, Henrique Van-Deiters, Francisco Duarte de Almeida  Araújo, e o escritor brasileiro Casimiro de Abreu. Na arte de ilustrar figuram os nomes de Vidal Sénior, J.M. Corrêa, Baracho, Vidal Júnior e Rebello.